# Jan Mattsson
Jan „Lill-Damma“ Mattsson (* 17. April 1951 in Kallinge) ist ein ehemaliger schwedischer Fußballspieler und -trainer. Der Offensivspieler hat 1981 mit Östers IF die schwedische Fußballmeisterschaft gewonnen. Mit Östers spielte er von 1969 bis 1975 und nochmals 1981 bis 1984 210-mal in der schwedischen ersten Liga (123 Tore) und wurde dreimal in Folge (1973–1975) Torschützenkönig der Liga. Bei Fortuna Düsseldorf und Bayer 05 Uerdingen hat er von 1975 bis 1980 insgesamt 62 Spiele mit 23 Toren in der Fußball-Bundesliga absolviert.

## Laufbahn
Der 18-jährige Angreifer Jan Mattsson absolvierte seine ersten vier Spiele (1 Tor) bei Östers IF in der 1. Liga im Jahr 1969. Das Talent steigerte von Jahr zu Jahr seine Einsatz- und Tordaten und gehörte ab 1971 zur Stammformation des Vereines aus der Universitätsstadt Växjö in Südschweden. In seinen drei Runden als schwedischer Torschützenkönig – 1973 bis 1975 – erreichte er mit seinem Verein zweimal (1973 und 1975) die Vizemeisterschaft, 1974 den 3. Rang und stand 1974 auch im Finale um den schwedischen Pokal. Der Angreifer kam als Wintertransfer vor der Rückrunde 1975/76 zum Bundesligisten Fortuna Düsseldorf.
Unter Trainer Josef Piontek debütierte er am 16. Januar 1976 bei einer 1:3-Heimniederlage gegen den MSV Duisburg in der Bundesliga. Er bildete dabei mit den zwei Flügelstürmern Reiner Geye und Dieter Herzog als zentrale Spitze den Dreierangriff der Fortunen. In seinem zweiten, dritten und vierten Bundesligaspiel erzielte er jeweils gegen Rot-Weiss Essen (2:2), VfL Bochum (3:1) und Eintracht Frankfurt (2:5) zwei Tore für Düsseldorf. Dazwischen hatte er im DFB-Pokal am 31. Januar die Fortuna auch noch mit 1:0 bei einem späteren 3:2-Sieg gegen Borussia Mönchengladbach vor 60.000 Zuschauern in Führung gebracht. Das war ein herausragender Start des schwedischen Stürmers in der Bundesliga. In die Hinrunde 1976/77 ging Mattsson plötzlich als Einwechselspieler, Piontek-Nachfolger Dietrich Weise setzte mehr auf die läuferischen Qualitäten von Neuzugang Wolfgang Seel. Mit dem Einsatz am 25. September 1976 bei einem 0:0-Auswärtsremis beim 1. FC Saarbrücken endete bereits die Zeit von Mattsson in Düsseldorf. Als Wintertransfer schloss er sich dem Zweitligisten Bayer 05 Uerdingen an, wo im Gegenzug Torjäger Manfred Burgsmüller zu Borussia Dortmund gezogen war. Der Schwede trug am 6. November 1976 sein erstes Zweitligaspiel mit den Blau-Roten aus, die Nullfünfer gewannen mit 3:1 das Heimspiel gegen Fortuna Köln. Am Rundenende hatte er an der Seite von Friedhelm Funkel (38/17) und Hans-Jürgen Wloka (38/10) in 24 Ligaeinsätzen 16 Tore erzielt und das Team von der Grotenburg-Kampfbahn belegte den 4. Rang.
Als Uerdingen 1978/79 die Vizemeisterschaft in der 2. Liga erreichte und danach in zwei Relegationsspielen gegen die SpVgg Bayreuth die Rückkehr in die Bundesliga zustande brachte, hatte sich der Mittelstürmer am 31. März 1979 bei einem 1:0-Auswärtserfolg gegen Alemannia Aachen auf dem Tivoli so schwer verletzt, dass die Runde für ihn vorbei war. In 21 Ligaeinsätzen hatte er 14 Tore für seinen Verein erzielt. Für die Mannschaft von Trainer Horst Buhtz erzielte er zum Start in die Runde 1979/80 bei den zwei 1:0-Heimerfolgen gegen den VfL Bochum und München 1860, jeweils den Siegtreffer. Am Rundenende hatte er in 28 Ligaeinsätzen 12 Tore erzielt. Gemeinsam mit Friedhelm Funkel (34/14) war er der Garant des Klassenerhalts der Uerdinger. Mit dem Spiel am 8. November 1980, einer 0:3-Auswärtsniederlage beim 1. FC Köln, beendete er seine Zeit in Deutschland und kehrte wieder nach Schweden zu Östers IF zurück. Er lief in 23 Ligaspielen auf und erzielte elf Tore beim Gewinn des schwedischen Meistertitels. Nach der Runde 1984 beendete er bei Östers seine Spieleraktivität und beendete bei Saxemara seine Spielerkarriere, ehe er als Trainer tätig wurde. Dabei war er bei Östers IF, GIF Sundsvall und Mjällby AIF aktiv.
Des Weiteren war Mattsson von 1973 bis 1976 in 13 Länderspielen für die schwedische A-Nationalmannschaft aufgelaufen. Er kam dabei in den Qualifikationsspielen zur Europameisterschaft 1976 gegen Nordirland, Norwegen und Jugoslawien, sowie im Qualifikationsspiel am 16. Juni 1976 in Stockholm gegen Norwegen (2:0) für die Weltmeisterschaft 1978 in Argentinien zum Einsatz.